# Catarina Carey
Catarina Knollys (em inglês: Catherine Carey; Chilton Foliat, 1524 - Hampton Court, 15 de janeiro de 1568) foi filha de Maria Bolena e de seu marido, William Carey. Ela foi casada com Francisco Knollys e dentre seus descendentes estão Georgiana Cavendish, Duquesa de Devonshire, Diana, Princesa de Gales, Isabel Bowes-Lyon, Catarina, Princesa de Gales, Sara de Iorque e Charles Darwin. Ela foi sobrinha das rainhas Ana Bolena e Catarina Howard, e mais tarde serviu a sua prima, Isabel I, na corte desta.
Sua filha mais velha, Lettice Knollys, casou-se duas vezes e seu segundo marido era Robert Dudley, favorito da rainha Isabel I em seu primeiro ano de reinado.

## Vida
Catarina nasceu por volta de 1524, sendo que era filha de Maria Bolena, e sobrinha de Ana Bolena. Por esse grau de parentesco, também era prima de Isabel I de Inglaterra.  Visto que o seu pai é Henrique VIII de Inglaterra ela era três-quartos-de-irmã de Isabel I.
Ela cresceu em Kent, Inglaterra. Aos 11 anos de idade, visitou a corte pela primeira vez e serviu a sua tia, Ana. Ela estava presente na execução desta e deixou a corte depois de ter presenciado tal fato. Ela retornou mais tarde, para servir Ana de Cleves. Mais tarde, serviu Catarina Howard, prima de sua mãe.

## Casamento e descendência
Catarina foi casada com Sir Francisco Knollys e teve catorze filhos:
- Lettice Knollys
- Maria Knollys
- Henrique Knollys
- Isabel Knollys, Lady Leighton
- Guilherme Knollys
- Eduardo Knollys
- Roberto Knollys
- Ricardo Knollys
- Tomás Knollys
- Almirante Francisco Knollys
- Anne West, Lady De La Warr
- Catarina Knollys
- Cecília Knollys